# Neamphius huxleyi
Neamphius huxleyi är en svampdjursart som först beskrevs av William Johnson Sollas 1888.  Neamphius huxleyi ingår i släktet Neamphius och familjen Alectonidae.
Artens utbredningsområde är havet kring Vanuatu. Inga underarter finns listade i Catalogue of Life.